# Bretka
Bretka – wieś (obec) na Słowacji położona w kraju koszyckim, w powiecie Rożniawa. Pierwsze wzmianki o miejscowości pochodzą z roku 1286. 
Według danych z dnia 31 grudnia 2012, wieś zamieszkiwało 386 osób, w tym 202 kobiety i 184 mężczyzn.
W 2001 roku rozkład populacji względem narodowości i przynależności etnicznej wyglądał następująco:
- Słowacy – 11,58%
- Romowie – 5,93%
- Węgrzy – 81,92%

Ze względu na wyznawaną religię struktura mieszkańców kształtowała się w 2001 roku następująco:
- Katolicy rzymscy – 51,13%
- Grekokatolicy – 0,56%
- Ewangelicy – 8,19%
- Ateiści – 9,04%